# 사단자 회로망

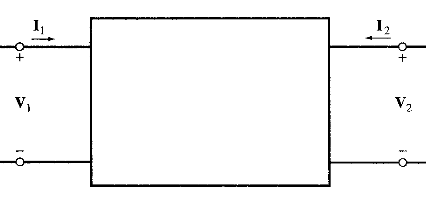
Example two-port network

사단자 회로망(two-port network)은 쌍으로 이루어진 입력과 출력을 가진 전기 회로이다. 예를 들어 two-port network에는 트랜지스터, 필터 그리고 매칭 네트워크들이 있다. 1920년대에 독일 수학자인 Franz Breisig는 이 two-port network 해석의 선구자였다.
two-port network는 완전한 회로 또는 완전한 회로의 부분과 별개이고 two-port network를 통해 회로의 특성 매개변수를 구할 수 있다. 한번 구하고 나면, two-port network는 개별 특성을 가진 "블랙박스"처럼 취급하여 회로해석을 용이하게 할 수 있다. 모든 회로는 독립소스를 포함하지 않는 two-port network로 변환할 수 있다.
two-port network에서 사용하는 매개변수는 다음과 같다: Z,Y,h,g,T. 이 매개변수들은 행렬로 표현하고 다음 매개변수들의 관계를 나타내는 데 사용한다.
입력 전압: {\displaystyle {V_{1}}}
출력 전압:{\displaystyle {V_{2}}}
입력 전류:{\displaystyle {I_{1}}}
출력 전류:{\displaystyle {I_{2}}}

## Z-매개변수(임피던스 매개변수)
{\displaystyle \left[{\begin{array}{c}V_{1}\\V_{2}\end{array}}\right]=\left[{\begin{array}{cc}Z_{11}&Z_{12}\\Z_{21}&Z_{22}\end{array}}\right]\left[{\begin{array}{c}I_{1}\\I_{2}\end{array}}\right]}.
여기서
{\displaystyle Z_{11}={V_{1} \over I_{1}}{\bigg |}_{I_{2}=0}\qquad Z_{12}={V_{1} \over I_{2}}{\bigg |}_{I_{1}=0}}
{\displaystyle Z_{21}={V_{2} \over I_{1}}{\bigg |}_{I_{2}=0}\qquad Z_{22}={V_{2} \over I_{2}}{\bigg |}_{I_{1}=0}}
만약 {\displaystyle Z_{12}=Z_{21}}이면 네트워크를 상호적(reciprocal)이라 한다.

## Y-매개변수(어드미턴스 매개변수)
{\displaystyle \left[{\begin{array}{c}I_{1}\\I_{2}\end{array}}\right]=\left[{\begin{array}{cc}Y_{11}&Y_{12}\\Y_{21}&Y_{22}\end{array}}\right]\left[{\begin{array}{c}V_{1}\\V_{2}\end{array}}\right]}.
여기서
{\displaystyle Y_{11}={I_{1} \over V_{1}}{\bigg |}_{V_{2}=0}\qquad Y_{12}={I_{1} \over V_{2}}{\bigg |}_{V_{1}=0}}
{\displaystyle Y_{21}={I_{2} \over V_{1}}{\bigg |}_{V_{2}=0}\qquad Y_{22}={I_{2} \over V_{2}}{\bigg |}_{V_{1}=0}}
만약 {\displaystyle Y_{12}=Y_{21}}이면 네트워크를 상호적(reciprocal)이라 한다.

## h-매개변수(하이브리드 매개변수)
{\displaystyle {V_{1} \choose I_{2}}={\begin{pmatrix}h_{11}&h_{12}\\h_{21}&h_{22}\end{pmatrix}}{I_{1} \choose V_{2}}}.
여기서
{\displaystyle h_{11}={V_{1} \over I_{1}}{\bigg |}_{V_{2}=0}\qquad h_{12}={V_{1} \over V_{2}}{\bigg |}_{I_{1}=0}}
{\displaystyle h_{21}={I_{2} \over I_{1}}{\bigg |}_{V_{2}=0}\qquad h_{22}={I_{2} \over V_{2}}{\bigg |}_{I_{1}=0}}

## g-매개변수(역 하이브리드 매개변수)
{\displaystyle {I_{1} \choose V_{2}}={\begin{pmatrix}g_{11}&g_{12}\\g_{21}&g_{22}\end{pmatrix}}{V_{1} \choose I_{2}}}.
여기서
{\displaystyle g_{11}={I_{1} \over V_{1}}{\bigg |}_{I_{2}=0}\qquad g_{12}={I_{1} \over I_{2}}{\bigg |}_{V_{1}=0}}
{\displaystyle g_{21}={V_{2} \over V_{1}}{\bigg |}_{I_{2}=0}\qquad g_{22}={V_{2} \over I_{2}}{\bigg |}_{V_{1}=0}}